# 墨俁川之戰
墨俁川之戰（日语：墨俣川の戦い）是日本平安時代末期源平合戰中的一場戰役，發生於治承五年（1181年）四月二十五日。
治承四年（1180年），源賴朝在富士川之戰中擊退平家之後，平家再度進行追討。治承五年（1181年）4月，以平重衡為將，派往東國。源氏方面則派源行家在墨俁川（現長良川）東岸佈陣。兩軍隔著墨俁川對峙，源行家趁夜發起奇襲，企圖渡河。然而，平氏軍看見了渾身濕漉的士兵，認出了是敵人，行家的奇襲被識破，源氏大敗。在此戰役中，源義圓（源義經的同母兄）、源重光、源賴元、源賴康等源氏一門戰死，源行家的次子源行賴被俘，行家突破矢作川敗走，受到平家的追擊。但聽聞源氏大軍自東面而來的時候，平家沒有繼續追擊便撤退了。